# Nobody Knows
Nobody Knows – czwarty singiel amerykańskiej wokalistki popowej Pink, wydany z trzeciego albumu studyjnego I'm Not Dead.

## Lista utworów
- Singiel CD

1. "Nobody Knows" [Album Version] - 3:57
2. "Words" - 3:06

## Pozycje
| Lista (2006/07)        | Najwyższa pozycja |
| ---------------------- | ----------------- |
| Dutch Top 40           | 38                |
| German Singles Chart   | 17                |
| Portugal Airplay Chart | 4                 |